# Scuticaria peruviana
Scuticaria peruviana é uma espécie de orquídea epífita de crescimento cespitoso endêmica do Peru, onde habita florestas úmidas. É uma espécie muito próxima da Scuticaria salesiana que foi descoberta apenas em 2002. Como todas as espécies deste gênero, não é planta de fácil cultivo, não sendo indicada para orquidófilos iniciantes.
Apresentas longas folhas roliças pendentes que brotam de pseudobulbos quase imperceptíveis; poucas flores comparativamente grandes vistosas e coloridas, com labelo contrastante. Pode ser diferenciada das outras espécies do gênero por apresentar Sépalas amareladas, pétalas bastante estreitas na base, inteiramente listadas de púrpura, e labelo de lobo intermediário muito amplo aproximadamente retangular, de extremidade truncada.